# Crazy (Roman)
Crazy ist ein  Roman von Benjamin Lebert über die Zeit der Jugend, der 1999 erschienen ist. Dabei porträtiert der Autor seine Erfahrungen als Halbseitenspastiker und geht auch auf die Probleme des Erwachsenwerdens, Pubertät, Neid und Eifersucht, Freundschaft und Liebe ein.

## Inhalt
Der 16-jährige Benjamin wird von seinen Eltern in das Internat Neuseelen geschickt. Für den links halbseitig gelähmten Jungen ist es nicht der erste Schulwechsel, insbesondere wegen seiner schlechten Noten in Mathematik. Benni muss sich ein Zimmer mit Janosch teilen, der sich mehr für Mädchen und eine gute Zeit als für die Schule interessiert. Beide Jungen sind in Malen, eine gleichaltrige Mitschülerin, verliebt, was jedoch im Buch im Gegensatz zur Verfilmung des Buches nicht weiter verfolgt wird. Als Benni zusammen mit seinen Freunden, zu denen auch der schweigende Troy, der dicke und der dünne Felix sowie Florian, den alle nur „Mädchen“ nennen, gehören, zu einer Nachtparty in ein Mädchenzimmer eingeladen wird, lernt er dort Marie kennen, die wie er erst seit kurzem auf dem Internat ist. Mit ihr hat Benni im Laufe des Abends seinen ersten Geschlechtsverkehr. Allerdings wendet Marie sich danach von Benni ab, und sie haben keinen Kontakt mehr.
Im nächsten großen Handlungsschritt wollen die Jungen aus dem Internat abhauen. Diese Idee setzen sie in die Tat um und fahren mit der Hilfe eines alten Mannes, Sambraus, der selbst einmal auf dem Internat Neuseelen war, nach München. Der verbitterte Witwer wohnt über einem Striplokal, in dem sich die Jugendlichen auf seine Kosten amüsieren dürfen. Nach dieser einen Nacht außerhalb des Internates fährt sie der Mann zurück in die Schule. Am Ende des Buches erfährt man, dass Benni das Schuljahr wieder nicht geschafft hat und daher nochmals die Schule wechselt.
Im Roman werden zahlreiche Probleme erwähnt, mit denen Jugendliche oft zu kämpfen haben, wie etwa die Trennung Bennis von seinen Eltern; außerdem sieht man verbitterte Existenzen, die sich in Gewalt oder Pornografie flüchten.

## Wissenswertes
- Benjamin Lebert schrieb Crazy im Alter von 16 Jahren. Er besuchte das Internat Schloss Neubeuern, das auch Schauplatz des Films ist.
- Benjamin Lebert verließ die Schule nach der 9. Klasse illegal; als er jedoch großen Erfolg mit Crazy hatte, machte er den Hauptschulabschluss nach; bei der Abschlussprüfung erfuhr er, dass die Schüler der benachbarten Realschule in ihren Prüfungen einen Aufsatz über Crazy schreiben mussten.[1]
- Der Autor sagte später selbst über das Buch: "Die meisten Menschen halten „Crazy“ für meine Autobiographie. Das ist falsch. „Crazy“ ist ein Roman, in dem es eine Figur gibt, die mir ähnlich ist und meinen Namen trägt. Das ist alles. Meine Autobiographie ist ein ganz anderes Buch, nämlich: „Die Geschichte vom kleinen Hund, der nicht bellen konnte.“[2]
- Crazy wurde 2000 unter dem gleichen Namen verfilmt, wobei sich die Handlung des Films deutlich vom Buch unterscheidet.

## Kritiken
„Es ist ein zärtliches, uneitles, ein ganz und gar erstaunliches und wunderbares Buch von einem hochtalentierten, sehr jungen Autor.“

„Dieser verdammte kleine Supermann kann zum Beispiel die Schwärze eines nächtlichen Himmels so verzweifelt schön und traurig beschreiben, daß man denkt, es hätte noch nie ein anderer vor ihm getan.“